# Rohozec (ort i Tjeckien, Mellersta Böhmen)
Rohozec är en ort i Tjeckien.   Den ligger i regionen Mellersta Böhmen, i den centrala delen av landet, 70 km öster om huvudstaden Prag. Rohozec ligger 212 meter över havet och antalet invånare är 258.
Terrängen runt Rohozec är platt.Runt Rohozec är det ganska tätbefolkat, med 116 invånare per kvadratkilometer. Närmaste större samhälle är Kolín, 14,4 km väster om Rohozec. Trakten runt Rohozec består till största delen av jordbruksmark.